# Hospital de la risa
Hospital de la Risa fue un programa de comedia de situación mexicana. La acción tenía lugar en un hospital donde curan a sus pacientes con ocurrencias, buen humor y picardías, bajo la dirección del Dr. Piña Piñón interpretado por el comediante Pompín Iglesias.
La serie fue emitida entre 1986 y 1988, parte de la Barra Cómica de Las Estrellas y fue producida por Humberto Navarro. Centro Histórico de la Ciudad de México

## Reparto

### Doctores
- Pompín Iglesias - Dr. Piña Piñón
- César Bono - Dr. Jorge Lascuráin
- Manolo Muñoz - Dr. Pifias
- Sergio DeFassio - Dr. Conde
- Pancho Müller - Dr. Canuto Rodríguez
- Guillermo Rivas "El Borras" - Dr. Harrigan y el Dr. Sobrado
- Maribel Fernández - Dra. Piches

### Enfermeras y Enfermeros
- Amparo Arozamena - Milagros
- Aida Pierce - Remedios
- Begoña Palacios - Socorro
- Guadalupe Andrade - Dora
- Pilar Delgado - Enfermera Pilar
- Adriana Valdés - Enfermera Adriana
- Guillermo de Alvarado - Pilatos
- Valium y Sedanol - los Zorrys
- Manuel Iglesias - Insulino
- Lucila Mariscal - Lencha, la afanadora

### Pacientes Recurrentes
- Sergio Klainer
- Lorena Velázquez
- Lupita Lara
- Gastón Padilla
- Aurora Alonso (†)
- Silvia Suárez
- José María Iglesias - Pedro
- Manuel Iglesias - Pablo
- Natanael León Frankenstein (†)
- Dolores Solana
- Rubén Rojo (†)